# Jean de Bertier
Cet article possède un paronyme, voir Jean Berthier.
Pour les articles homonymes, voir Bertier.
Jean de Bertier (né à Toulouse en 1556, mort le 15 juillet 1620) est un ecclésiastique français qui fut abbé commendataire, puis plusieurs fois agent général du clergé de France et enfin évêque de Rieux.

## Biographie
Jean de Bertier est issu d'une puissante famille parlementaire. Il est le fils de Louis seigneur de Saint-Geniès et de Montrabe et de son épouse Marguerite de Roque de Montels. Il fait ses études en droit canon et devient docteur, chanoine de l'église de Tarbes puis archidiacre de Toulouse. Il devient abbé commendataire de Saint-Pierre de Mas-Garnier, Saint-Sever de Rustan, Saint-Vincent de Senlis et de l'Abbaye Notre-Dame de Lieu-Restauré. Il est attesté comme prieur de Saint-Tutuarn en 1605.
Député à l'Assemblée générale du Clergé de Paris, il devient agent général du clergé de France en 1596 puis encore en 1602 et il est renouvelé dans sa fonction. Coadjuteur de l'évêque de Rieux Jean-Baptiste du Bourg, avec le titre d'évêque titulaire d'Auzia en Maurétanie Césarienne, il est désigné pour lui succéder le 25 février 1602. Il accède au siège le 31 août et il est consacré le 6 avril 1603 par le cardinal et évêque émérite de Paris Pierre de Gondi. Il assiste encore également aux États généraux de 1614 et à l'assemblée général du clergé de 1615. En 1617 il désigne son neveu Jean-Louis de Bertier comme coadjuteur et il meurt le 15 juillet 1620. Du fait de ses compétences juridiques il est choisi comme arbitre dans de nombreux conflits. Il obtient du roi Henri IV en dérogations de l'édit de Nantes que les calvinistes ne perçoivent pas les dimes des villes et bourgades qui leur sont concédées. Il intervient également lors du divorce du roi en 1599 et il est envoyé à Husson auprès de Marguerite de Valois pour lui présenter les propositions d'Henri IV.

## Sources
- André Borel d'Hauterive, Revue Historique de la Noblesse, volume 3, Paris, 1843, « Généalogie de la Maison de Bertier ».
- Alexandre Du Mège, Histoire des institutions religieuses, politiques, judiciaires et littéraires de la ville de Toulouse, Toulouse, 1844, volume 3.
- (en) Catholic Hierarchy.org: Bishop Jean Bertier